# Thaxton, Mississippi
Thaxton là một thành phố thuộc quận Pontotoc, tiểu bang Mississippi, Hoa Kỳ. Năm 2010, dân số của thành phố này là 643 người.

## Dân số
- Dân số năm 2000: 560 người.
- Dân số năm 2010: 643 người.